# 涅墨西斯星

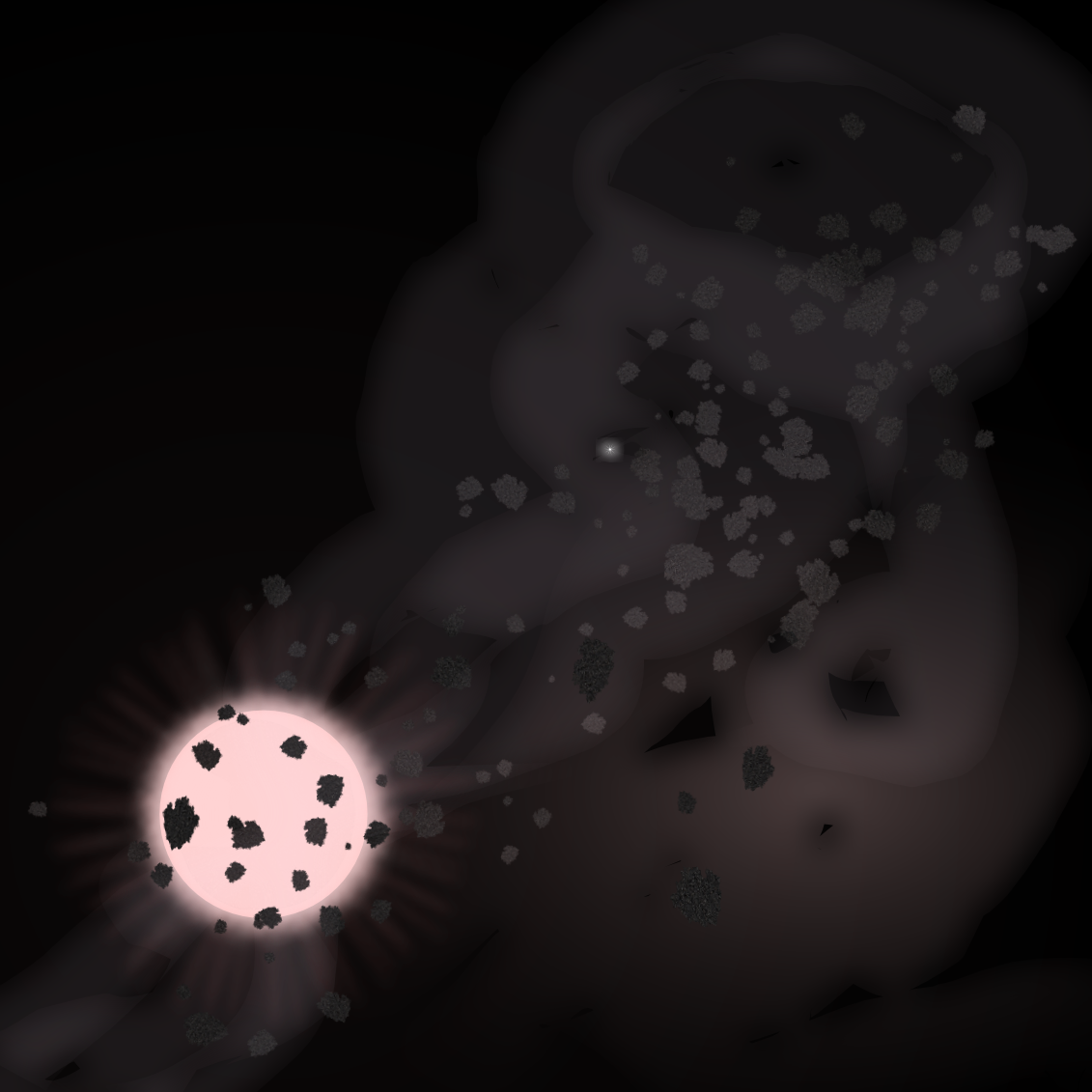
藝術家想像的涅墨西斯星及太陽

涅墨西斯星（又譯復仇女神星），亦稱太陽伴星、黑暗伴星，是于1984年首次提出的一顆為了解釋地球週期性大滅絕的原因而假設存在的一颗非常暗淡的棕矮星或紅矮星，其近日點為一光年，遠日點則為三光年，距離太陽95,000天文單位（1.5光年），為假定中太陽的伴星。現時尚未有證據證明其存在。

## 大滅絕週期
1984年，古生物学者大卫·劳普和Jack Sepkoski發表了一篇論文，宣稱他們利用不同形式的時間序列分析，發現了過去2.5億年內物種滅絕率存在統計上的週期性。他們透過海洋脊椎動物、無脊椎動物和原生動物的化石來研究滅絕強度，確定了該時間範圍內的12次大滅絕事件。大滅絕之間的平均時間間隔為2600萬年。當時，識別出的滅絕事件中有兩個（白堊紀-第三紀和始新世-漸新世）與大撞擊事件的時間相吻合。儘管二人無法確定其假定的週期性的原因，但他們提出，滅絕事件可能和地球以外的因素有關。此後很快就有幾個天文學家團隊提出了提出解釋的機制。
2010年，堪薩斯大學天體物理學家梅洛特（Melott）與古生物學家班巴奇（Bambach）重新檢查了化石數據，包括了新改進的年代測定，並且除Raup和Sepkoski使用過的以外，另外使用了第二個獨立的數據庫。他們發現了一個信號，顯示5億年前至今，滅絕率以2700萬年為週期大幅上升，其統計显著性遠高於舊作。他們還確定這種週期性與太陽伴星假說不一致：考虑到过去5亿年中与太阳近距离相遇的恒星的影响，太陽伴星的轨道会发生变化，因此灭绝周期也应该随之改变，而不是如此精确。而從2600萬年到2700萬年的變化，是因為相比Raup和Sepkoski當時使用的時間尺度，新的地質時間尺度“拉伸”了3%。

## 太陽伴星假說的發展
為解釋劳普和Sepkoski提出的大滅絕週期，同年，兩個天文學家團隊分別獨立地在同一期《自然》上發表了相似的假說，其中一個團隊是Daniel P. Whitmire和Albert A. Jackson IV，另一個是马克·戴维斯、皮特·赫特和理查德·A·穆勒。這種假說認為，太陽可能有一個未發現的伴星，其橢圓軌道非常扁，會擾動奧特雲中的彗星， 令大量彗星造訪內太陽系，導致地球上撞擊事件更頻發。該假說被稱為「涅墨西斯」（Nemesis，即希腊神话中的復仇女神）或「死星」（Death Star）假說。
1980年代的計算顯示涅墨西斯星會因附近恆星和銀河系的引力，而有一條不規則的軌道。
即使確實存在，涅墨西斯星的具體性質仍是不確定的。穆勒認為它最可能是一顆紅矮星，其視星等在7到12之間，而Daniel P. Whitmire和Albert A. Jackson則認為它是棕矮星。如果是紅矮星，它應該早已記錄於星表中，但只能通過測量其視差來確認；由於繞太陽運行，它將具有較低的正常運動，並且可能逃過較老的行星自行觀察，這種觀察發現了像9等巴納德星的恆星（1916年發現巴納德恒星的自行）。穆勒預計調查到10等星時能發現涅墨西斯星。
穆勒參考1100萬年前的最近一次大滅絕，基於一個假想的軌道，假定復仇女神的半長軸長約1.5光年（95,000天文單位），並認為它位於（受Yarris支持，1987）长蛇座附近，該假想軌道由一些形成了符合穆勒假設規格的軌道弧的非典型長周期彗星的原始遠日點推導出來。理查德・穆勒最近與涅墨西斯星理論有關的論文於2002年發表。2002年，穆勒推測涅墨西斯星在4億年前被一顆經過的星球干擾，致使其軌道從圓形變成偏心率為0.7的橢圓。
在一篇2017年的論文中，Sarah Sadavoy和Steven Stahler主張太陽在形成之初很可能是雙星系統的一部分，這使他們認為「很久以前，涅墨西斯可能是存在的」。這顆恆星可能在數十億年前從雙星系統中分離出去了，這使之無法用於解釋最近的大滅絕週期。針對該研究，道格拉斯·凡柯對《商業內幕》表示：「如果太陽真的在早期是雙星系統的一部分，那它早期的雙胞胎應該有個親切的名字，例如Companion，而不是聳人聽聞的Nemesis。」

## 塞德娜的軌道
海王星外天體塞德娜有著一條十分長且極為橢圓的軌道，近日點為76 AU，而遠日點則為975 AU。其軌道周期長約十萬年。其發現者，行星天文學教授米高·E·布朗在《Discover》雜誌中指出「塞德娜不應該存在」，並解釋其近日點不足以讓太陽影響它，但遠日點又不足以讓其他恆星影響它。因此，布朗認為另一個未知的高質量天體正在影響塞德娜的軌道。這句話最終引起了第九行星的假設。
布朗指出，塞德娜更可能是在數十億年前被另一顆非太陽伴星的恆星掠過太陽系時被拉出其原有軌道。於2004年，布朗透過分析塞德娜的軌道數據和電腦模擬非太陽伴星經過的情景，進一步確認了這個主張。
不過，也有人認為塞德娜运行轨道极大的偏心率可能暗示了涅墨西斯的存在，而这颗矮行星可能在太阳和涅墨西斯之间左右为难。

## 探索計畫
在此之前，天文學家們曾嘗試尋找涅墨西斯星。於1986年，加州大學洛伊施納天文台嘗試尋找涅墨西斯星，但以失敗告終。於1980年代，紅外線天文衛星亦無法找到涅墨西斯星。在1997年至2001年期間進行的巡天調查2微米全天巡天嘗試尋找涅墨西斯星，亦終告失敗。
如果涅墨西斯星是棕矮星，那麼在2009年開始的廣域紅外線巡天探測衛星（Wide-field Infrared Survey Explorer，簡稱）計劃中，則观测卫星可能輕易就找到它的踪迹。透過使用更新，更強的紅外線望遠鏡技術，天文學家已經能夠偵測溫度低至150 K，距離太陽系10光年遠的棕矮星，但天文學家使用這些技術，仍然找不到涅墨西斯星。
截至2012年，天文学家發現了逾1,800顆棕矮星，惟沒有任何一顆是位於太陽系內。儘管如此，太陽系附近仍然存在許多棕矮星。
但如果涅墨西斯星是紅矮星，那麼它應該早已被記錄在星表中，即為已知。但是因為這顆星假設是圍繞着太陽運行的，所以它的自行運動會很小。因此，傳統的自行運動調查方法將無法用來尋找這顆星。唯有用量度视差的方法，才可以發現這顆星（如有的話）。
於2011年，美國太空總署高級科學家大衛·莫里森指出，現在並無任何有力證據證明涅墨西斯星的存在。
如果涅墨西斯星真的存在，未來的泛星計畫或大型綜合巡天望遠鏡天文观测應該可以發現它。

## 爭議
2011年，科蘭·拜勒-瓊斯研究地球上的隕石坑，發現所謂隕石撞地球的週期性只是偽像，打擊了涅墨西斯星說的正確性。美國太空總署則指出近期研究顯示大灭绝並非有週期性的，因此涅墨西斯星在解釋週期性大滅絕時，已失去存在價值了。
另一方面，有研究顯示，恆星掠過對海王星外天體軌道的影響的可能性比較涅墨西斯星高。而馬泰塞和惠特曼也指出，週期性大滅絕的原因並不一定是太陽存在伴星，並提出可能是因為太陽系在銀河系平面上下擺動，並會攝動內奧特雲。其影響與伴星存在的假設相似，但其上下擺動週期仍有待觀測。

## 外部連結
- "Astrobiology Magazine", "Cosmic Evolution" Section, "Getting WISE about Nemesis"（“天體生物學雜誌”，“宇宙進化”節，“變得WISE去了解復仇女神”） （页面存档备份，存于） 03/11/10, Author: Leslie Mullen, Article about Nemesis and Tyche theory, and how the WISE Sky Survey Mission may prove or disprove the theories.
- 羅伯特·羅伊·布里特，復仇女神：太陽有一個「同伴」？ （页面存档备份，存于）
- 太阳存在恐怖伴星？“复仇女神”困扰科学家 （页面存档备份，存于） - 北方网
- Robert Roy Britt, Nemesis: Does the Sun Have a 'Companion'? （页面存档备份，存于）, Space.com, 3 April 2001.
- Foot R., Silagadze Z. K. . Acta Physica Polonica. 2001, B32 (7): 2271–2278. Bibcode:2001AcPPB..32.2271F. arXiv:astro-ph/0104251 .
- Richard A. Muller, Measurement of the lunar impact record for the past 3.5 billion years, and implications for the Nemesis theory （页面存档备份，存于）, Geological Society of America Special Paper 356, pp 659–665 (2002). I
- Richard A. Muller, Nemesis （页面存档备份，存于） (Weidenfeld & Nicolson, 1988, OP)
- Richard A. Muller, lecture where he describes Nemesis Theory （页面存档备份，存于）
- Z.K. Silagadze, TeV scale gravity, mirror universe, and ... dinosaurs （页面存档备份，存于）, Acta Physica Polonica （页面存档备份，存于） B32 (2001) 99–128. (Provides a very entertaining and readable review of the Nemesis extinction hypothesis, including dozens of references to scientific articles on the topic.)
- SpaceDaily. Evidence Mounts For Companion Star To Our Sun （页面存档备份，存于）. Apr 25, 2006
- Lynn Yarris. "Does a Companion Star to the Sun Cause Earth's Periodic Mass Extinctions?" Science Beat. Spring 1987
- Nemesis is a myth （页面存档备份，存于） (Max Planck August 1, 2011)